# 鈴木陽向
鈴木陽向（日语：／ Suzuki Hinata，2002年3月26日—），日本女子羽毛球運動員，出生於埼玉縣，毕业于埼玉榮高校，現為NTT羽毛球部選手。

## 選手生涯
2019年9月，鈴木陽向代表日本队出战於俄羅斯喀山举行的世界青年羽毛球錦標賽。在率先舉行的混合團體賽事中，日本在準決賽以2比3不敵中國，獲得季軍；單項賽方面，她和大澤佳步在半決賽中不敵中國組合林芳靈／周芯如，獲得本屆賽事第二面銅牌。

## 主要比賽成績
只列出曾進入準決賽的國際賽事成績：
| 年份   | 賽事                     | 公開賽級別 | 項目     | 拍檔     | 成績   |
| ------ | ------------------------ | ---------- | -------- | -------- | ------ |
| 2019年 | 世界青年羽毛球錦標賽     | 其他       | 混合團體 | －       | 季軍   |
| 2019年 | 世界青年羽毛球錦標賽     | 其他       | 女子雙打 | 大澤佳步 | 季軍   |
| 2022年 | 墨西哥羽毛球國際挑戰賽   | 國際挑戰賽 | 女子雙打 | 櫻本絢子 | 亞軍   |
| 2022年 | 台北羽毛球公開賽         | 超級300賽  | 女子雙打 | 保原彩夏 | 準決賽 |
| 2022年 | 瑪琅羽毛球國際挑戰賽     | 國際挑戰賽 | 女子雙打 | 保原彩夏 | 亞軍   |
| 2024年 | 馬來西亞羽毛球國際挑戰賽 | 國際挑戰賽 | 女子雙打 | 上杉杏   | 亞軍   |
| 2025年 | 中國瑞昌羽毛球大師賽     | 超級100賽  | 女子雙打 | 上杉杏   | 準決賽 |
| 2025年 | 越南羽毛球國際挑戰賽     | 國際挑戰賽 | 女子雙打 | 山北奈緒 | 準決賽 |
| 2025年 | 北馬里亞納羽毛球公開賽   | 國際挑戰賽 | 女子雙打 | 山北奈緒 | 亞軍   |
| 2025年 | 塞班島羽毛球國際賽       | 國際挑戰賽 | 女子雙打 | 山北奈緒 | 冠軍   |

| 2018-2026年 | 總決賽 | 超級1000賽 | 超級750賽 | 超級500賽 | 超級300賽 | 超級100賽 | 國際挑戰賽 | 國際系列賽 | 未來系列賽 | 其他 |

## 外部連結
- 鈴木陽向在BWFBadminton.com（英语）
- 鈴木陽向在BWF.TournamentSoftware.com（英语）
- 鈴木陽向在Flashscore（英语）